# Zagrebačka nogometna zona 1971./72.
Zagrebačka nogometna zona  je bila jedna od zona Prvenstva Hrvatske, te liga trećeg stupnja nogometnog prvenstva Jugoslavije u sezoni 1971./72. 
 
Sudjelovalo je 16 klubova, a prvak je bila "Segesta" iz Siska.

## Ljestvica
| mj. | klub                 | ut. | pob. | ner. | por. | gol+ | gol- | bod |
| --- | -------------------- | --- | ---- | ---- | ---- | ---- | ---- | --- |
| 1.  | Segesta Sisak        | 30  | 23   | 5    | 2    | 90   | 22   | 51  |
| 2.  | Metalac Sisak        | 30  | 19   | 5    | 6    | 57   | 35   | 43  |
| 3.  | Sloga Čakovec        | 30  | 19   | 2    | 9    | 73   | 43   | 40  |
| 4.  | Metalac Zagreb       | 30  | 17   | 4    | 9    | 59   | 33   | 38  |
| 5.  | Lokomotiva Zagreb    | 30  | 12   | 8    | 10   | 57   | 39   | 32  |
| 6.  | Rudeš Zagreb         | 30  | 14   | 4    | 12   | 58   | 46   | 32  |
| 7.  | Oroteks Oroslavje    | 30  | 13   | 3    | 14   | 48   | 48   | 29  |
| 8.  | Radnik Velika Gorica | 30  | 12   | 4    | 14   | 50   | 57   | 28  |
| 9.  | Slaven Koprivnica    | 30  | 11   | 5    | 14   | 46   | 61   | 27  |
| 10. | Sljeme Sesvete       | 30  | 9    | 8    | 13   | 47   | 56   | 26  |
| 11. | Ilovac Karlovac      | 30  | 11   | 4    | 15   | 44   | 58   | 26  |
| 12. | Končar Zagreb        | 30  | 9    | 6    | 15   | 33   | 49   | 24  |
| 13. | Dubrava Zagreb       | 30  | 7    | 9    | 14   | 32   | 46   | 23  |
| 14. | Galdovo Sisak        | 30  | 10   | 3    | 17   | 36   | 67   | 23  |
| 15. | Jedinstvo Ogulin     | 30  | 9    | 2    | 19   | 32   | 65   | 20  |
| 16. | Gavrilović Petrinja  | 30  | 8    | 2    | 20   | 32   | 66   | 18  |

## Rezultatska križaljka
| kratica | klub                 | DUB | GAL | GAV | ILO | JED | KON | LOK | METS | METZ | ORO | RAD | RUD | SEG | SLA | SLO | SLJE |
| --- | -------------------- | --- | --- | --- | --- | --- | --- | --- | ---- | ---- | --- | --- | --- | --- | --- | --- | ---- |
| DUB | Dubrava Zagreb       |     |     |     |     |     |     |     |      |      |     |     |     | 0:0 |     |     |      |
| GAL | Galdovo Sisak        |     |     |     |     |     |     |     |      |      |     |     |     | 0:2 |     |     |      |
| GAV | Gavrilović Petrinja  |     |     |     |     |     |     |     |      |      |     |     |     | 2:2 |     |     |      |
| ILO | Ilovac Karlovac      |     |     |     |     |     |     |     |      |      |     |     |     | 0:1 |     |     |      |
| JED | Jedinstvo Ogulin     |     |     |     |     |     |     |     |      |      |     |     |     | 0:3 |     |     |      |
| KON | Končar Zagreb        |     |     |     |     |     |     |     |      |      |     |     |     | 0:2 |     |     |      |
| LOK | Lokomotiva Zagreb    |     |     |     |     |     |     |     |      |      |     |     |     | 0:2 |     |     |      |
| METS | Metalac Sisak        |     |     |     |     |     |     |     |      |      |     |     |     | 1:0 |     |     |      |
| METZ | Metalac Zagreb       |     |     |     |     |     |     |     |      |      |     |     |     | 1:1 |     |     |      |
| ORO | Oroteks Oroslavje    |     |     |     |     |     |     |     |      |      |     |     |     | 0:0 |     |     |      |
| RAD | Radnik Velika Gorica |     |     |     |     |     |     |     |      |      |     |     |     | 3:6 |     |     |      |
| RUD | Rudeš Zagreb         |     |     |     |     |     |     |     |      |      |     |     |     | 1:3 |     |     |      |
| SEG | Segesta Sisak        | 6:1 | 7:2 | 5:0 | 2:0 | 5:0 | 4:1 | 3:0 | 3:2  | 1:0  | 4:1 | 2:0 | 3:0 |     | 7:0 | 3:1 | 1:1  |
| SLA | Slaven Koprivnica    |     |     |     |     |     |     |     |      |      |     |     |     | 0:4 |     |     |      |
| SLO | Sloga Čakovec        |     |     |     |     |     |     |     |      |      |     |     |     | 2:1 |     |     |      |
| SLJE | Sljeme Sesvete       |     |     |     |     |     |     |     |      |      |     |     |     | 3:7 |     |     |      |
| |                      |     |     |     |     |     |     |     |      |      |     |     |     |     |     |     |      |
| podebljan rezultat - utakmice od 1. do 15. kola (1. utakmica između klubova) rezultat normalne debljine - utakmice od 16. do 30. kola (2. utakmica između klubova) rezultat nakošen - nije vidljiv redoslijed odigravanja međusobnih utakmica iz dostupnih izvora rezultat smanjen * - iz dostupnih izvora nije uočljiv domaćin susreta prekrižen rezultat - poništena ili brisana utakmica p - utakmica prekinuta 3:0 p.f. / 0:3 p.f. - rezultat 3:0 bez borbe |                      |     |     |     |     |     |     |     |      |      |     |     |     |     |     |     |      |

 Izvori: